# Certification des hébergeurs de données de santé

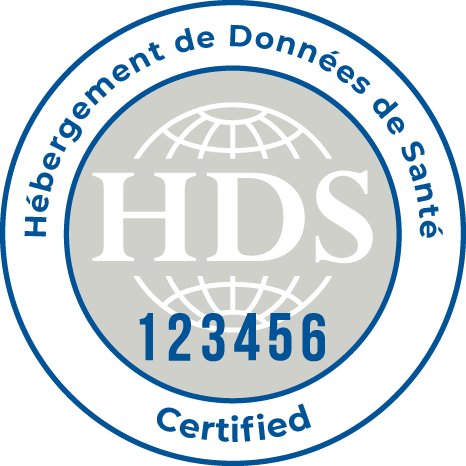
Logo certification HDS

La certification des hébergeurs de données de santé a pour objectif principal d'assurer la qualité de service des hébergeurs de santé. Elle est obligatoire pour les hébergeurs de données de santé. Le certificat est délivré pour une durée de 3 ans et chaque année un audit de surveillance est réalisé.

## Historique
Depuis le 1er avril 2018, l'agrément délivré par l'ASIP-Santé (ancienne Agence du numérique en santé) disparait progressivement au profit de la certification HDS. Début 2019, les hébergeurs obtiennent les premières certifications HDS. 
Plus de 200 hébergeurs ont été certifiés entre 2018 et 2022.

## Procédure de certification
Après le dépôt du dossier auprès d'un organisme accrédité (COFRAC ou équivalent), un double audit est réalisé. Un premier audit documentaire, suivi d'un audit sur site. En cas de non-conformité sur certains aspects de l'audit sur site, l'hébergeur dispose d'un délai de trois mois pour modifier les éléments non-conformes.

## Texte de loi
« Toute personne physique ou morale qui héberge des données de santé à caractère personnel recueillies à l’occasion d’activités de prévention, de diagnostic, de soins ou de suivi médico-social pour le compte de personnes physiques ou morales à l'origine de la production ou du recueil de ces données ou pour le compte du patient lui-même, doit être agréée ou certifiée à cet effet. »
L.1111-8 du code de la santé publique, modifié par la loi no 2016-41 du 26 janvier 2016.

## Exceptions
Les hôpitaux sont dispensés d'obtenir la certification, à condition qu'ils hébergent leurs données localement, c'est-à-dire qu'ils ne font pas appel à un prestataire externe pour stocker ou sauvegarder ces données, sauf si ce prestataire est lui-même certifié.